# Gnathia schmidti
Gnathia schmidti är en kräftdjursart som beskrevs av Gurjanova 1933. Gnathia schmidti ingår i släktet Gnathia och familjen Gnathiidae. Inga underarter finns listade i Catalogue of Life.